# Alcelaphus buselaphus buselaphus
L'antílop bubal (Alcelaphus buselaphus buselaphus) és una subespècie extinta de Búbal que es trobava al nord del desert del Sàhara.

## Descripció

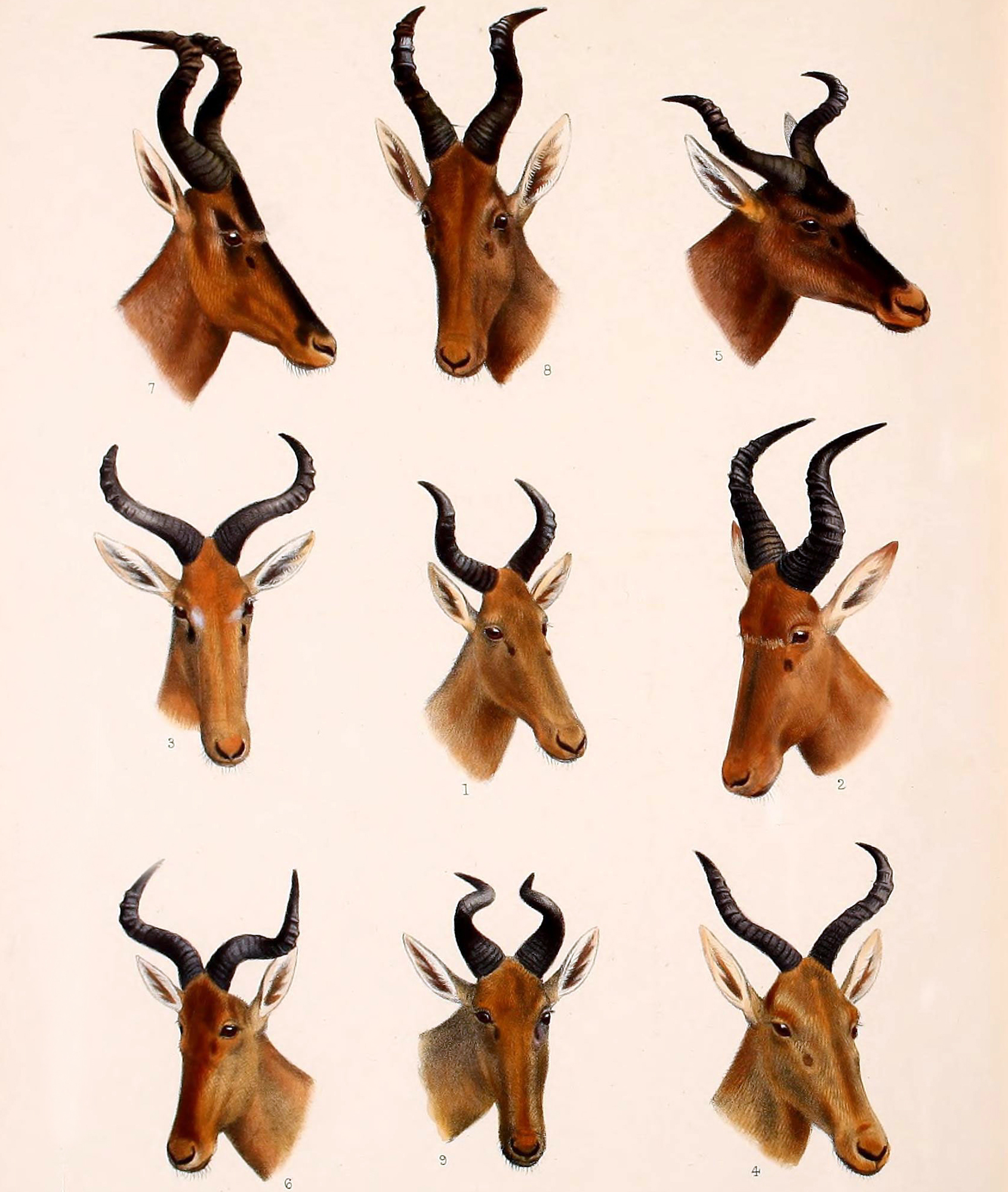
Buselaphus, els del mig són A. buselaphus buselaphus

Alcelaphus buselaphus buselaphus va ser descrit com de color de sorra uniforme llevat d'una taca grisenca a cada costat dels forats del nas i la part terminal de la cua que era negra. Mesurava 43 polzades fins a les espatlles i les banyes frontalment tenien forma d'U. El seu predador era l'ara extint lleó de Barbària.
Aquesta subespècie va entrar en un fort declivi al segle xix, el darrer ramat es va localitzar el 1917 a Outat El Haj, Marroc.